# Monique Dorsel
Pour les articles homonymes, voir Dorsel.
Monique Dorsel, née à Bruxelles le 22 mai 1930 et morte le 9 mars 2025 à Paris,, est une comédienne belge, créatrice et directrice du Théâtre-Poème de Bruxelles qui réunit sur scène le théâtre et la poésie depuis quarante ans.

## Biographie

### Poésie
Monique Dorsel est la fondatrice, en 1962, d’un organisme de diffusion de la poésie et de la littérature parmi les jeunes : les Jeunesses poétiques qui, rompant avec le récital de poèmes traditionnel, crée les spectacles-poèmes et s'entoure dès 1990  de comédiens permanents tel que Franck Dacquin, Fabienne Crommelynck, Yve Bical  et Joachim Defgnée . Forte du succès qu’elle récolte à travers cette première expérience, elle crée en 1967 le Théâtre-Poème qui diversifie et étend l’activité littéraire initiale à la philosophie et à la psychanalyse. Dès 1968, elle décide de lancer Le Mensuel littéraire et poétique qui séduira rapidement les amateurs de lettres.

### Comédie
Comédienne, Monique Dorsel a interprété Molly Bloom, le monologue final de l’Ulysse de James Joyce, ce qui lui vaudra le Prix Henri Chanal en 1972 ; Alexandra de Lycophron dans l’adaptation de Pascal Quignard ; Éros énergumène de Denis Roche ; Pornowallie de Jean-Pierre Verheggen ; Glossomanies de Christian Prigent, et bien d’autres rôles encore. En tant que metteur en scène, elle a créé en 1979 Serres chaudes à partir de textes de Maurice Maeterlinck ; elle a notamment travaillé l’œuvre d’Alfred Jarry, Tristan Tzara et tant d’autres.

### Hommage

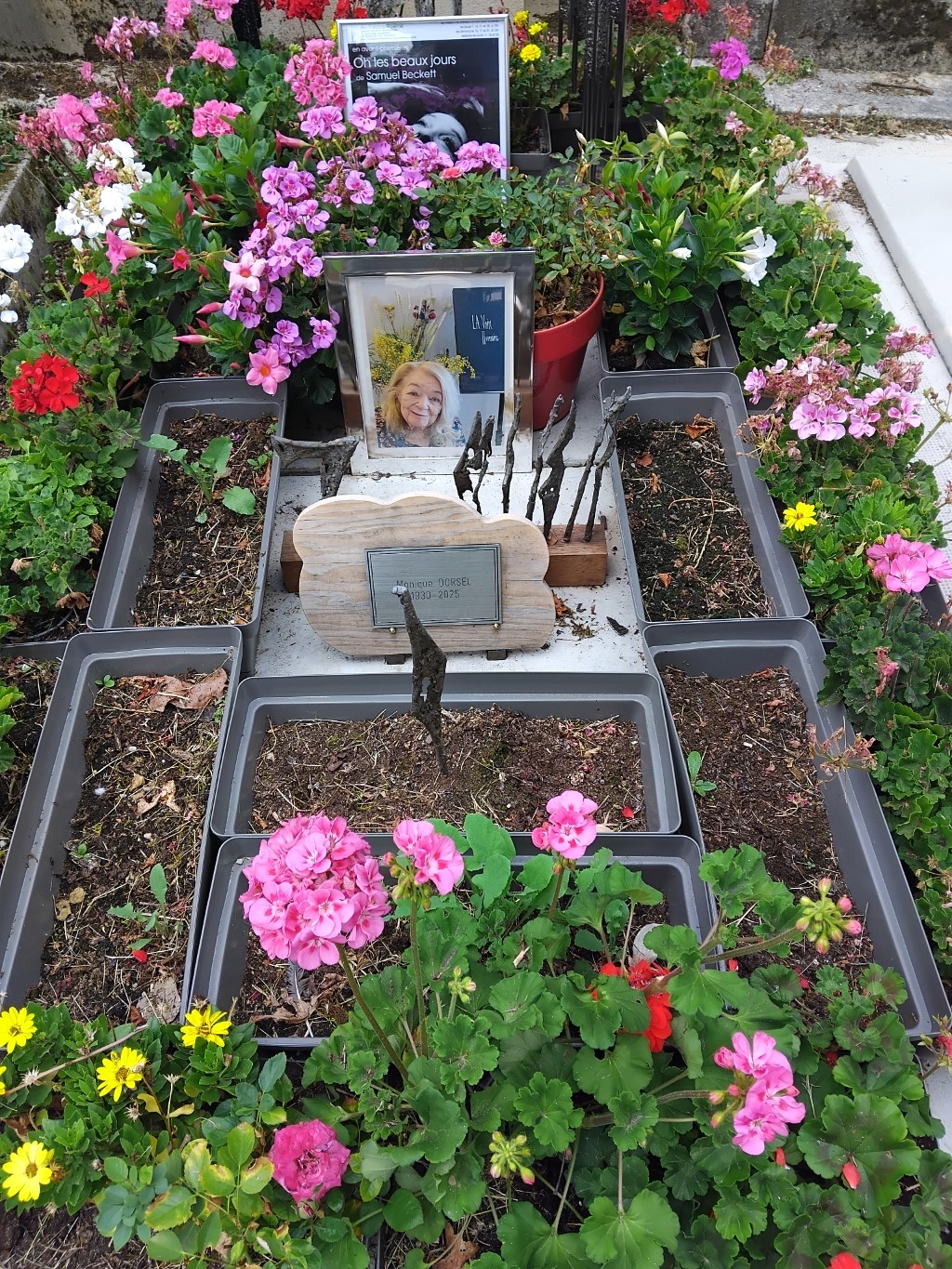
Sépulture de Monique Dorsel au cimetière de Montmartre

Dans ses « attendus » pleins d’humour, Jacques De Decker a dit d’elle : « Elle a élu un jour domicile dans un texte et s’est lancée dans l’entreprise de son incarnation... Rien ne l’a jamais arrêtée dans cette aventure, ni l’opacité des poètes, ni leur immersion totale dans l’écriture. Elle n’a jamais ciblé un public, trop convaincue que la bonne parole peut être servie partout, et que l’esprit souffle où il veut. Cela l’a amenée à transformer une banale maison bruxelloise en quartier général de la poésie dont les amoureux de la littérature se passent l’adresse comme un mot de passe ».
Monique Dorsel est inhumée au cimetière de Montmartre, 10e division.

## Distinctions

### Récompenses
En 1974, elle reçoit le Prix de la Fondation Théâtre et Culture.
Le roi Baudouin la nomme, en 1977, chevalier de l’Ordre de la Couronne.
En 1987, elle reçoit à New York la Colombe de la Paix, médaille commémorative des Nations unies.
Depuis 1990, elle siège à la Libre Académie, à Bruxelles. En 1990 lui est attribué l’Ève du Théâtre. Depuis lors a été créé l'« Adam de la poésie » qui récompense les meilleurs diffuseurs de la poésie. Ce prix est offert, en 1992, à « La Dorsel ». En mai 1994, Monique Dorsel reçoit le Grand Prix d’Interprétation féminine au Festival international de Théâtre Atelier de Sfântu Gheorghe, en Roumanie.

### Décorations
Elle est Commandeur de l'Ordre Culturel de Roumanie.
Depuis 2015,  Chevalier de l'ordre des Arts et des Lettres.